# والیبال قهرمانی زیر ۲۳ سال جهان
مسابقات والیبال قهرمانی زیر ۲۳ سال جهان مسابقات بین‌المللی والیبال است که توسط فدراسیون جهانی والیبال برگزار می‌شود. اولین دورهٔ این مسابقات برای نخستین بار در سال ۲۰۱۳ میلادی برگزار شد.

## نتایج
| سال  | میزبان    |         | رقابت نهایی | رقابت نهایی | رقابت نهایی | رقابت نهایی |       | جایگاه سومی | جایگاه سومی | جایگاه سومی |  | تعداد تیم‌ها |
| سال  | میزبان    | قهرمان  | نتیجه       |             | نایب قهرمان | سوم         | نتیجه | چهارم       |             |             |  | تعداد تیم‌ها |
| ---- | --------- | ------- | ----------- | ----------- | ----------- | ----------- | ----- | ----------- | ----------- | ----------- |  | ----------- |
| ۲۰۱۳ | اوبرلندیا | · برزیل | ۳–۲         |             | · صربستان   | · روسیه     | ۳–۱   | · بلغارستان | ۱۲          |             |  |             |
|      |           |         |             |             |             |             |       |             |             |             |  |             |
| ۲۰۱۵ | دبی       |         | ۰۰۰         | ...         |             | ...         |       |             |             |             |  | ۱۲          |
| 2017 | مصر       |         | آرژانتین    | ۲.۳         |             | روسیه       |       | کوبا        | ۱.۳         | برزیل       |  | ۱۲          |

۰

## جدول مدال‌ها
| رتبه  | کشور    | طلا | نقره | برنز | مجموع |
| ۱     | برزیل   | ۱   | ۰    | ۰    | ۱     |
| ۲     | صربستان | ۰   | ۱    | ۰    | ۱     |
| ۳     | روسیه   | ۰   | ۰    | ۱    | ۱     |
| مجموع | مجموع   | ۱   | ۱    | ۱    | ۳     |